# 雷茵霍尔德·尼布尔
卡尔·保罗·雷茵霍尔德·尼布尔（英語：Karl Paul Reinhold Niebuhr，1892年6月21日—1971年6月1日），是一位美国神学家。他最出名的工作是试图将基督信仰和现代政治外交联系起来。他为现代“正义战争”思想做了很大贡献。著有《道德的人與不道德的社會》、《人的本性与命运》等。

## 生平
尼布尔出生在美国密苏里州赖特城，是福音派牧师古斯塔夫·尼布爾及其妻子利底亞之子。雷茵霍尔德有一个弟弟赫爾穆特·理查·尼布爾。两子都打算继承父业。雷茵霍尔德进入了伊利诺斯州的艾姆赫斯特大學，1911年毕业。之后又在Webster Groves的伊甸神學院继续学习。最后他进入耶鲁大学，1914年获神学学士学位，成为阿爾法·西格瑪·斐兄弟會成员。1915年成为牧师。之后到底特律的伯特利福音教會任职，該會會友多是汽車工人，牧會期間，他體會工人的生活，發現工業化社會的病態與問題。他成为福特汽車公司的創辦人亨利·福特的坦率反对者，並提出不人道條件的產生是由裝配線與不穩定就業的實施。
1925年，底特律發生種族衝突事件，政府組織「種族委員會」，邀請尼布爾加入委員會，並被推選為主席。該委員會於1926年發表「種族關係委員會報告書」，對種族問題提出建議，報告書中建議政府當局應給予黑人平等待遇，包括教育、福利、商業、娛樂機會、居住權、工作權、醫療服務，不分種族一律平等。在底特律的十三年，尼布爾除了傳教，也揭發工業社會的問題，抨擊資本家，為勞工爭取福利，為黑人爭取平等權利。
他也公开反对三K党。尼布尔说三K党是“宗教傲慢在人群中产生以来所生出的最坏的现象之一”。
1928年，尼布尔离开底特律時，教會会众由65人增加到700多人。之後成为纽约联合神学院的实用神学教授。他之后生涯的多数时间在那儿度过，直到1960年。

## 神学思想

### 自由主義時期(1915~1930)
尼布爾早期的思想來自十九世紀的自由主義。他的思想可能受到施萊尔馬赫、饒申布士…等人的影響，當時他認為自由主義介於基要主義和現代主義中間，它可避免成為教條主義；也可以避免放縱的自然主義。
在面對底特律城工業化和勞工問題，他以自由主義的思考來面對。尼氏認為科技文明帶來兩方面的衝擊：一、人的生活變成機械化。二、新生活破壞了傳統互助的社會。勞工是工業化社會最大受害者，機械化下的社會，工人如同工具，又沒有政治力量支持，勞工只能靠資本家的同情過生活。同時他也大力的批評亨利·福特缺乏人性和無情。
尼氏也批評當時的教會，沒有關心勞工的生活，反而和資本家合在一起，形成一鼓打壓勞工的勢力，他認為教會的錯誤，是源自於整個資本主義的影響。他主張宗教的最大功能效應是和社會行成一種張力，過度與世界的利益妥協，其實就是一種自我推翻，他強調「道德人」與「不道德社會」的思想，也就是一個人在竭力為社會服務時，也能同時對社會價值不批判甚至不削一顧。
1930年後因為缺乏工會組織、工人沒有政治力量支持、戰爭的爆發、法西斯的興起以及他個人研讀馬克思主義等等因素，他放棄了自由主義的思想改成社會主義。

### 社會主義時期(1930~1939)
由於30年代的經濟不景氣，使得馬克思主義開始吸引尼氏，因為在當時的背景下，馬克思主義提供一套社會分析工具。尼氏在1932年出版的《道德人與不道德社會》書中提出，資本主義社會使得某些人霸占了生產的利益。他相信社會可以經由漸進過程自然朝向平等的目標，社會主義將在議會制度下，在許多國家中帶來改變。
1933年德國希特勒興起，羅斯福政府也面臨困難的經濟問題，使得尼氏相信馬克思認為資本主義已面臨衰退的預言，當時他確信西方資本主必將分裂，也指出西方文明的病源就是資本主義。尼氏觀察美國工人默認資本主義經濟，他們努力向中產階級邁進，而並非反對資本階級，因此美國也不會形成法西斯主義。
儘管當時羅斯福政府以政治力量來控制私人資本，但尼氏仍認為解決不了問題，因為資本主義本身內部矛盾的問題必會帶來毀滅，此時期的他也嘗試把馬克思主義和新正統主義結合，做為他的政治哲學。
尼布爾雖採用馬克思的一些思想，但卻也對馬克思主義提出批判，他認為權力在任何人手中都會被誤用，所以他也極力批評蘇聯，他說共產主義是烏托邦主義，對社會憤世嫉俗，會帶來殘酷主義和狂熱主義，換句話說不完美的人，如何建構完美的社會。之後他反省自己，從馬克思主義左派幻想中走出來，承認法西斯主義和共產主義，都不是取代以生病的資本主義的好方法，因而使他轉向基督徒現實主義。

### 現實主義時期(1940~1971)
放棄馬克思主義觀點後，因政府逐漸提出勞工和社會福利政策，尼布爾轉向美國新經濟政策，且辭去社會黨職務投票給羅斯福。此時他的思想由社會主義轉向現實主義，即社會要正義，基礎在權力的平衡，他認為從歷史觀點看，權力不會自動制衡，必須由社會來制約，所以民主制度是正義永久的必需品。一個理想的社會，一方面要避免權力過度集中，另外也要防止過度自由而產生無政府狀態。
尼氏的現實主義，於1939年「季富得講座」達到最高峰，他在反省馬克思主義帶來的獨裁後，也批評了現實主義的幾個錯誤：一、政府只做消極的壓制工作，二、沒有權力的監督者，三、忽略人類道德殘存性，四、忽略公開社會自由表達的重要性。
爲了反過度社會經濟管制，他提出「混和經濟」，一方面反對經濟權力集中；一方面也可以激發勞工工作意願。他從哲學和宗教思想來建構政治觀點，他以現實主義的觀點來看權力和個人利益的衝突，同時也不忽視正義的理性能力，所以他並非純粹現實主義者。
從新經濟政策他也學到調和的現實主義，認為除了革命外人類還有殘純的道德，理性能力可以達到某種成就，他反過度罪性的觀點。但他也承認人類生活就充滿衝突、曖昧和掙扎，人類真正的和諧只有在歷史結束時，因上帝的憐憫才能完成，靠著人最多只能透過一些原則來做生活的決定。

### 罪觀
尼布爾思想受到祈克果很大的影響，他對罪的產生從心理學的角度出發，非暗字意解經的方式。他認為憂慮是罪的預先條件，憂慮是人限於自由與有限的矛盾不能避免的結果。憂慮是罪的內在原因，憂慮是站在自由和有限間難免的窘境。原來人擁有對自己有限性的自覺，但他的自由意志努力想突破這有限性，這兩種矛盾的心態所造成的緊張狀態產生『擔心』（dread），也就是『焦慮』（anxiety）。
憂慮不是罪，而是罪的預先條件。憂慮是人限於「自由」與「有限」的結果，原來人擁有對自己有限性的自覺，但他的自由意志努力想突破這有限性，這兩種矛盾的心態所造成的緊張狀態產生『擔心』（dread），也就是『焦慮』（anxiety）。
憂慮是走在罪前面的一種心理狀態，他可怕的接近罪，但卻不是罪。
過度自私與不信上帝為憂慮的原因，憂慮乃是一種試探，但卻不能以為是罪，因為信心可以澄清憂慮，信心可能可以使人不趨向罪，這個理想人對神有絕對安全感能勝過環境的不安。
不信靠上帝即是人過分自私，選擇自己而不選擇神，即是人過度自私。因為個人最高的自我實現不是把個人意志都摧毀光，而是自我意志順服在神普遍的旨意底下。這也說明為何基督信仰，認為不信是一切的根源。
原罪是自發性的罪，而非奧古斯丁的遺傳說，原罪是由憂慮自發而產生的，人憂慮自己的有限，過度自愛就會產生對神的不信，而這個不信自然產生罪。所以，人既然擁有自由，罪會從內在自發是自然無可避免的結果。
憂慮是人罪的內在原因，驕傲則是外在的表現形式。人的罪具體表現在三種驕傲上面。這三種驕傲分別是權力的驕傲、知識的驕傲與道德的驕傲。尼布爾將權力的驕傲分為兩種。一、人不承認自己軟弱的驕傲：人不知道自己有限，而妄以自己為生命的主宰，命運的支配者和價值裁判。二、想藉竊取權力已刻服或掩飾自己軟弱的驕傲：是一種權力慾望的驕傲，權力慾望是人因不安全感而引起，那些社會地位經濟能力較低的人，往往會遇到一種試探，圖謀操縱更大的權力來掩飾或克服自己的不安全感，人的權力慾望是因為不安全感而來。知識的驕傲是指人認為他的知識就是絕對的真理，而不知道他的知識是有限而偏頗的。人的一切知識都染上一種主義色彩，妄以為他的知識具有超越實際的真實性。他從某一方面取得有限知識，卻妄以為他是終極知識。例如：歷史上，統治者為了鞏固權力地位，常常藉由思想來爲私利辯護，把思想當絕對真理就是一種知識驕傲。
，人為何有這種驕傲，因為人不知道自己心智有限。道德的驕傲是指人有限的妄以為他的有限道德為終極的善，以為他有限的道德是絕對的道德標準，這是一種自己為義的罪。人以為他的道德就是善，並以為他真正了解什麼是善，因此人就不能在他道德標準中發現有限、無知、虛偽與自利因素，人必須承認他的道德是有限的，不是完全的。如果人自以為道德標準是絕對的，完全的，則必然認為自己是道德的，別人是不道德的，而「將邪惡都歸之於那不順服他標準的人」。例如，印度的僧侶高高在上，使「被統治者級屈服與種種社會不利中」。天主教把教會當成「上帝國」，以為他的教義都具無上真理，他的一切行為標準都有無上道德權威，因此教皇可以提出「無條件的絕對要求」。這些都是靈性的罪。
由於人類的罪所表露出來的驕傲與其政治行為有密切的關係。尼布爾認為，當有罪的的個人或團體，憑專業知識與自以為是的道德標準，以保持獲取權力時，結果必不能寬容他人，而產生不公道。尼布爾的政治思想就是建立在這樣的人性論之上。

### 愛與正義
尼布爾的倫理學是以基督為中心發展而來，他關心十字架上「agape」的愛（無私的愛）如何實踐於我們的生活中，因此他強調愛是十字架的基準，是生活的法則。愛能夠抗衡人的罪性，人類的自由特質僅能在愛中呈現出來。「agape」的愛是不求自己的益處，只為他人著想，但他認為這樣的愛難以在社會中維持，是因為人的自私與驕傲，而要有所突破就要靠基督的恩典，在基督面前人悔改，成為新造的人，得著新的能力已完成捨己的愛，進入社群對抗集體的自私。
他認為沒有人可以完全順從上帝，要做到無私的愛總是會遇到阻礙，他稱這是個人的愛在群體中實踐的「不可能」。因此，「agape」的愛要轉化為互惠的愛。既然個人的愛無法完全改造社會，他認為社會的和諧就要由正義來引導，引出了「公義」的觀念。公義是愛在社會中的具體彰顯，它不等於愛，也不能與之互換，大致上追隨著愛，卻不能離開愛。只有愛使公義的內容豐富，但是單有愛並不能成就社會公義；公義若沒有愛，就不再是公義。愛與公義的張力形成了尼布爾的倫理與政治思想。

## 政治生活
1930年代，尼布尔成为美国社会党激进派的领导人之一。
在基督教现实主义的架构下，尼布尔成为美国在二战中的行为、反共主义、以及发展核武器的支持者。但他也并不教条化，他反对越南战争。

## 影響和榮譽
尼布爾在二戰後的幾年裏對主流新教神職人員產生了重大影響，其中大部分是與新正統神學和相關運動相一致的。這種影響開始減弱，然後在他生命的最後階段下降。
歷史學家阿瑟-M-施萊辛格（Arthur M. Schlesinger Jr.）在20世紀末將尼布爾的遺產描述為美國自由派和保守派之間的爭奪，他們都想要求得到他。外交政策方面的保守派指出，尼布爾在冷戰期間對圍堵政策的支持是道德現實主義的一個實例；進步派則引用了他後來對越南戰爭的反對意見。
美國历史学家小亞瑟·史列辛格形容尼布爾的思想遺產在美國自由主义者和保守主义者之间受到爭論，雙方皆想要主張他是代表者。著名的美國民權運動領袖馬丁·路德·金恩牧師受到尼布尔的影响。外交保守主义者将尼布尔对于冷战中遏制政策的支持作为道德实在论的例子；激进派则称赞他后来对越南战争的反对。
近年來，尼布爾在當代思想界享有某種程度的復興，儘管通常不是在自由派新教的神學界。在2008年的總統選舉中，兩位大黨候選人都把尼布爾作為一種影響： 參議員麥堅(John Sidney McCain III)在他的《艱難的呼喚》一書中，"稱贊尼布爾是清晰瞭解一場好的戰爭的代價的典範。" 總統貝拉克．奧巴馬說，尼布爾是他 "最喜歡的哲學家" 和"最喜歡的神學家"。《Slate》雜誌專欄作家弗雷德-卡普蘭(Fred Kaplan)將奧巴馬的2009年諾貝爾和平獎獲獎演講描述為尼布爾的 "忠實反映"。 肯尼思·沃尔兹在他的国际关系理论著作《人，国家和战争》借鉴了尼布尔的许多观点。沃尔兹强调尼布尔对政治现实主义的贡献，尤其是“人类完善的不可能性”。安德魯·巴塞維奇的书《强权的限制：美国例外论的终结》13次提到尼布尔。 2017年美国公共广播电视公司PBS制作了一部讲述尼布尔生平的纪录片“美国的良知 —— 雷茵霍尔德·尼布尔的故事”
在他的一生中，尼布爾被授予多個榮譽博士學位。
1947年，尼布爾當選為美國哲學學會會員。
1964年，美国总统林登·约翰逊授予他总统自由勋章。
為了紀念尼布爾，紐約市將百老匯和河濱路之間的西120街命名為萊因霍爾德-尼布爾廣場。這是曼哈頓聯合神學院的所在地，尼布爾在這裡教書超過30年。